# Gwyn Jones (Fußballspieler, 1935)
Gwynfor „Gwyn“ Jones (* 20. März 1935 in Llandwrog; † 13. November 2020 in Caernarfon) war ein walisischer Fußballspieler. Als linker Verteidiger war er Teil des erweiterten Kaders der Wolverhampton Wanderers, die in den Spielzeiten 1957/58 und 1958/59 zwei englische Meisterschaften in Serie und 1960 den FA Cup gewannen.

## Sportlicher Werdegang
Jones wollte eigentlich Lehrer werden, aber nach einem Benefizspiel an der Seite von Stanley Matthews, George Farm und weiteren walisischen Nationalspielern für eine Auswahl aus Bangor gegen die erste Mannschaft der Wolverhampton Wanderers zögerte er nicht, als er von einem Funktionär der „Wolves“ gefragt wurde, ob er sich nicht ihnen anschließen wollte. So verwarf er die Idee, ein College in Nordwales zu besuchen und innerhalb der nächsten drei Monate vertrat er als linker Verteidiger am 17. Dezember 1955 den indisponierten Bill Shorthouse beim 3:2 gegen West Bromwich Albion. Seine nächsten zwei Ligaeinsätze bestritt er in der Meisterschaftssaison 1957/58, darunter der 4:0-Sieg gegen Manchester United. Der Verein war zu diesem Zeitpunkt an seinem sportlichen Höhepunkt angekommen und Jones blieb zumeist nur die Rolle des Ergänzungsspielers. Unter Trainer Stan Cullis absolvierte er insgesamt 22 Pflichtspiele und bei der Titelverteidigung in der Saison 1958/59 kam er in vier weiteren Spielen zum Zuge. Er war Teil der Mannschaft, die im englischen Supercup Nottingham Forest mit 3:1 besiegte, aber beim nächsten Erfolg, der Gewinn des 1960er FA Cups, blieb er unberücksichtigt. Zum Ende der Saison 1961/62 erhielt er dann eine Freigabe für einen Vereinswechsel und so heuerte Jones bei den Bristol Rovers an, die kurz zuvor in die dritte Liga abgestiegen waren.
In gut vier Jahren war Jones Stammspieler bei den Rovers und er absolvierte 153 Drittligapartien. Schlagzeilenträchtig war der Bestechungsskandal 1963 bei der Partie gegen Bradford Park Avenue, in den ihn Bristols Torhüter Esmond Million vor Spielbeginn noch hatte verwickeln wollen. Als Million dann tatsächlich einen Rückpass in der ersten Halbzeit absichtlich passieren ließ, berichtete Jones den geplanten Betrug in der Pause der gesamten Mannschaft, woraufhin der Skandal öffentlich wurde und das Vorhaben scheiterte. Nach dem Ende seiner Bristol-Zeit ließ Jones seine aktive Fußballerlaufbahn in der walisischen Heimat beim FC Porthmadog ausklingen. Dazu machte er den Trainerschein und besuchte diesbezüglich denselben Kurs wie Bill McGarry. Nach seiner Sportlerzeit arbeitete er 22 Jahre lang im Büro eines Aluminiumverarbeitungsunternehmens, bevor er im Alter von 57 in den Vorruhestand ging.

## Titel/Auszeichnungen
- FA Charity Shield (1): 1959